# Bolivar (Pensilvania)
Bolivar es un borough ubicado en el condado de Westmoreland en el estado estadounidense de Pensilvania. En el año 2000 tenía una población de 501 habitantes y una densidad poblacional de 1,061.7 personas por km².

## Geografía
Bolivar se encuentra ubicado en las coordenadas 40°23′41″N 79°09′06″O / 40.39472, -79.15167.

## Demografía
Según la Oficina del Censo en 2000 los ingresos medios por hogar en la localidad eran de $30,268 y los ingresos medios por familia eran $35,682. Los hombres tenían unos ingresos medios de $25,341 frente a los $13,438 para las mujeres. La renta per cápita para la localidad era de $13,551. Alrededor del 11.7% de la población estaba por debajo del umbral de pobreza.